# Étienne Pradier
 (mars 2024).
Étienne Pradier, né le 13 janvier 1965 à Saint-Vallier (Drôme) est un magicien français. Vivant depuis 25 ans dans le petit village de Wye, aux abords d'Ashford au Royaume-Uni. Il est désormais reconnu comme l'un des meilleurs magiciens du monde. Étienne Pradier est membre avec Gold Star du célèbre Magic Circle, le plus reconnu des clubs de magie. Celui-ci l'a même désigné magicien de l'année en 2000 dans la catégorie Close Up. Vice-champion du Royaume-Uni à deux reprises et 3e des championnats du Monde, Étienne est devenu un magicien international qui se produit aux quatre coins de la Planète.

## Biographie

### Famille, enfance et études
Étienne Pradier, né le 13 janvier 1965, est l’aîné des trois enfants de Jean et Marinette Pradier. Il a grandi dans le village de Saint-Uze[réf. nécessaire] où son père tient une exploitation agricole. Après trois ans d'études en mécanique générale, le jeune Étienne, âgé de 18 ans, ne se présente pas à son examen final et quitte le sud et la mécanique pour étudier la mode à Paris. Il décroche, un an plus tard, son diplôme de Styliste-Modéliste à l'Institut Modéliste Paris et un contrat chez Biscote Paris, puis Z. Victory - Tara Jarmon. C'est à cette époque qu'il rencontre Gérard Majax et David Copperfield (illusionniste) dans le célèbre magasin Mayette Magie Moderne, ce sont eux qui vont l'initier à l'art de la magie. Il prend alors des cours avec le grand maître Pierre Édernac, puis continue à s’entraîner après son départ pour l'Angleterre en 1991, lorsqu'il s'installe à Eastbourne.

### Ses débuts dans la magie
C'est donc dans le Sussex, dans le Sud-Est de l'Angleterre et avec la société E&Clark Enternainment qu'Étienne Pradier commence sa carrière professionnelle en tant que magicien. Tout d'abord magicien à bord des Ferries Douvres-Calais pour SeaFrance, puis à bord de bateaux de croisière en partance pour Singapour, la Malaisie, etc.
4 ans après son arrivée au Royaume-Uni, Étienne se fait engager dans la célèbre fabrique de roulettes Cammegh à Ashford où il travaille pendant 5 ans, associant ce poste à son activité de magicien.

### La magie des années 2000
L'an 2000 est un véritable tournant dans la carrière du magicien. Sa renommée étant de plus en plus grande, il décide de démissionner de son poste à Cammegh et de se lancer à son compte en tant que magicien. Dès lors tout s'accélère, il est sacré 3e dans la catégorie Close-Up à l'International Magic Convention, vice-champion du Royaume-Uni et reçoit le titre de magicien de l'année par The Magic Circle dont il est membre depuis 1997. Deux ans plus tard, il décroche à nouveau la troisième place de la compétition de Ron MacMillan et remporte cette fois le titre national à Blackpool. La consécration arrive en 2003, aux Pays-Bas, où il prend la troisième place de la FISM, la compétition la plus prestigieuse de la discipline. Certains affirment que le Français s'est présenté à la compétition sans son jeu de cartes et a emprunté celui d'un autre concurrent avant de monter sur scène et d'empocher sa coupe de bronze.
Dans les semaines suivantes, Étienne Pradier est invité sur de nombreuses émissions télévisées et dévoile des secrets. Dès lors, le Magic Circle commence à le voir d'un mauvais œil. Des tensions internes pousseront donc Étienne à quitter le club à la fin de 2003. Il le réintègre, l'année suivante et y obtient même la carte Gold Star.
En fin de décennie, la renommée d'Étienne Pradier n'étant plus à faire, il lance sa marque de produits spécialisés pour les magiciens, Magic Product, ainsi que sa société d’évènementiel, la Butterfly Trix Agency.

## Butterfly Trix Agency
Son succès et sa renommée étant fulgurants, le Français ne peut répondre favorablement à toutes les demandes. C'est ainsi qu'en 2007, Étienne Pradier fonde la société d’évènementiel Butterfly Trix Agency, véritable catalogue d'artistes de divertissement en tous genres. En plein essor, la compagnie, également basée à Wye, compte actuellement plus de 100 artistes référencés et réalise des contrats dans toute l'Angleterre et s'exporte même à l'international.

## Un public hétérogène
Étienne est désormais très demandé et se produit régulièrement devant des publics très variés et notamment bon nombre de célébrités. On sait, par exemple, qu'il a côtoyé  la Famille royale britannique, Johnny Depp, Vanessa Paradis ou encore Pierce Brosnan, mais aussi qu'il a travaillé pour des sociétés comme Google, Microsoft, HSBC et Peugeot. De plus, certaines rumeurs affirment qu'Étienne était le magicien de la cérémonie officielle du mariage princier, mais rien ne permet de le confirmer.

## Récompenses

### 2000
- 3e Meilleur Magicien Close-Up à l'International Magic Convention de Ron MacMillan
- 2e aux championnats de Close-Up du Royaume-Uni
- Meilleur Magicien de l'année au The Magic Circle

### 2002
- 3e Meilleur Magicien Close-Up à l'International Magic Convention de Ron MacMillan
- Champion de Close-Up à Blackpool

### 2003
- 3e place en Close-Up Card aux championnats du monde de la FISM à La Haye

### 2006
- Premier Prix à la Colombe d'Or d'Antibes

## Filmographie
- Signed Card in Sealed Bottle (2003), DVD de sa célèbre routine de la carte signée dans la bouteille.
- The Professional repertoire of Etienne Pradier - French Magician (2006), Double DVD de ces plus grandes routines.
- French Bred Winners (2007)

## Création d'illusions
- Barking Dog
- Button Up
- Cozack Pen
- Bureau de Change
- Resto
- Bottle through a table